# VisualBoyAdvance
Pour les articles homonymes, voir VBA.
 (juillet 2018).
Si vous disposez d'ouvrages ou d'articles de référence ou si vous connaissez des sites web de qualité traitant du thème abordé ici, merci de compléter l'article en donnant les références utiles à sa vérifiabilité et en les liant à la section « Notes et références ».
VisualBoyAdvance (VBA) est un émulateur libre et gratuit distribué selon les termes de la licence GNU GPL.
Il existe des versions pour Windows, MacOS, Linux, Android et iOS.
Il sert à émuler les jeux conçus pour la Nintendo Game Boy et ses successeurs : Game Boy Color et Game Boy Advance.
VBA est en 2005 le plus populaire émulateur de sa catégorie pour Windows car il a apporté dès le début des facilités d'utilisation (version en plusieurs langues, utilisation du glisser-déposer, lecture de ROM compressé). Il permet de très nombreux réglages visant à affiner la qualité du jeu.
VBA et gnuboy sont les émulateurs Game Boy les plus distribués.

## VBA-M
Depuis l'arrêt officiel de VBA (dernière version stable: 1.7.2 fix 2 / Instable: 1.8.0 beta 3), une équipe composée d'anciens et de nouveaux membres s'est formée autour d'un nouveau projet nommé VBA-M.
Le but étant d'améliorer grandement l'émulation mais également les fonctionnalités en réunissant un maximum d'améliorations en provenance des autres versions non-officielles de VBA. VBA-M est le projet le plus complet parmi tous les forks de VBA et il est, avec No$GBA et mGBA, le plus abouti des émulateurs Gameboy (N&B et Color) et Gameboy Advance.